# Bandera de Josa i Tuixén
La bandera oficial de Josa i Tuixén té la següent descripció:
| « | Bandera apaïsada, de proporcions dos d'alt per tres de llarg, bicolor horitzontal blau clar i groc, amb el muntant i la flor de lis blancs de l'escut i en la mateixa disposició de la flor a la concavitat de la lluneta, tot el conjunt d'alçària i amplària 7/20 de l'alçària del drap, al centre de la meitat superior; i amb els tres còdols vermells del mateix escut, cadascun d'alçària 3/20 de la del drap i amplària 1/6 de la llargària del mateix drap, posats horitzontalment un al costat de l'altre i separats entre ells per un espai d'1/9 de la llargària del drap, centrats a la meitat inferior. | » |

## Història
Fou aprovada per la Generalitat l'11 de febrer de 2014 i publicada al DOGC el 25 del mateix mes amb el número 6569.